# مرصد IREG للترتيب الأكاديمي والتميز

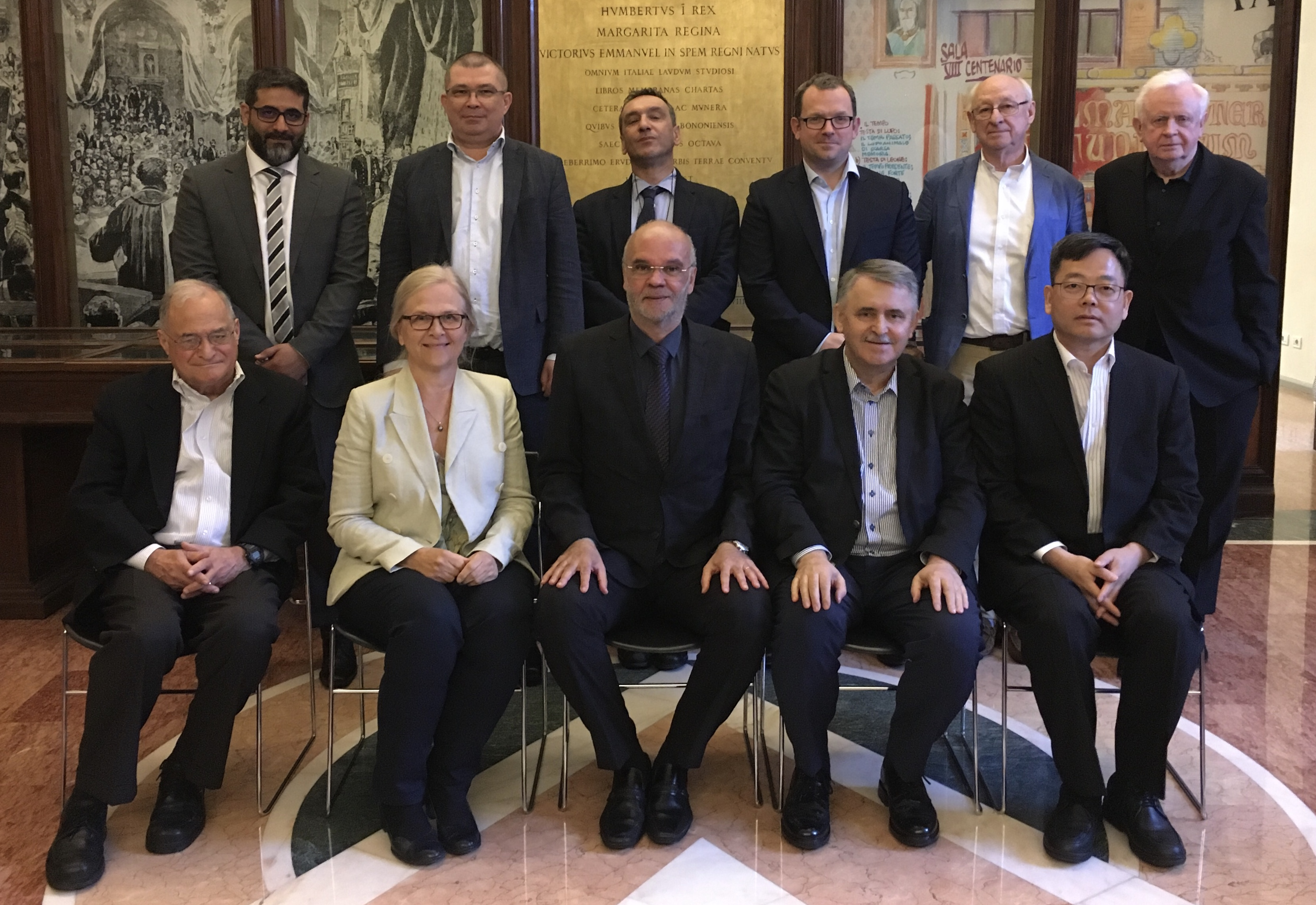
اللجنة التنفيذية IREG 2019 بولونيا

مرصد IREG للترتيب الأكاديمي والتميز هي منظمة دولية غير ربحية تم إنشاؤها في عام 2009 وتتألف من جامعات ومنظمات تصنيف ومنظمات طرف ثالث مرتبطة بالأكاديميين وتصنيف الجامعات. يقع مقر أمانة المنظمة في وارسو، بولندا.
كما أن المنظمة مسؤولة عن منح المنظمات ختم الموافقة على تصنيف IREG الذي يقر مشاركة المتلقي ومبادراته فيما يتعلق بترتيب الجامعة.